# 纳济里·曼基耶夫
纳济里·曼基耶夫（Nazyr Mankiev，1985年1月27日—），俄罗斯男子摔跤运动员，主攻古典式。曾参加2008年夏季奥林匹克运动会，最终获得男子古典式摔跤55公斤级冠军。